# عزلة قانية (مأرب)

تعديل مصدري - تعديل

عزلة قانية هي إحدى عزل مديرية ماهلية في محافظة مأرب اليمنية ويبلغ تعداد سكانها 3112 نسمة حسب التعداد السكاني في اليمن لعام 2004.